# Tjæreborg Kirke
Tjæreborg Kirke ligger i Tjæreborg by ca. 8 km Ø for Esbjerg (Region Syddanmark).
Rejsekongen Ejlif Krogager var i 38 år præst ved Tjæreborg Kirke. Han blev i 1973 afløst af Kjeld Viggo Houmand.

## Eksterne kilder og henvisninger
- H. G. A. Jørgensen (1. januar 1923), "Tjæreborg Kirke", Fra Ribe Amt: 280-292, Wikidata  Q117317880
- Tjæreborg Kirke på KortTilKirken.dk
- Tjæreborg Kirke i bogværket Danmarks Kirker (udg. af Nationalmuseet)